# Robert-Magny
Robert-Magny is een voormalige gemeente in het Franse departement Haute-Marne in de regio Grand Est. De gemeente maakt deel uit van het arrondissement Saint-Dizier. Robert-Magny telde in 2014 286 inwoners.
De kerk Saint-Barthélemy kende bouwfases in de 16e en de 18e eeuw en is sinds 1986 beschermd als historisch monument. In het dorp staan verschillende vakwerkhuizen.

## Geschiedenis
Robert-Magny was een landbouwdorp. De kerk Saint-Barthélemy behoorde toe aan de Abdij van Der.
In 1972 fuseerde de toenmalige gemeente Robert-Magny met Laneuville-à-Rémy tot de gemeente Robert-Magny-Laneuville-à-Rémy. Dit werd op 1 januari 2012 weer ongedaan gemmaakt. De nieuwe gemeente Robert-Magny maakte deel uit van het kanton Montier-en-Der totdat dit op 22 maart 2015 werd opgeheven en de gemeenten werden opgenomen in het kanton Wassy. Op 1 januari 2016 fuseerde Robert-Magny met Montier-en-Der tot de commune nouvelle La Porte du Der.

## Geografie
Robert-Magny ligt te midden van een gemeentelijk bos.

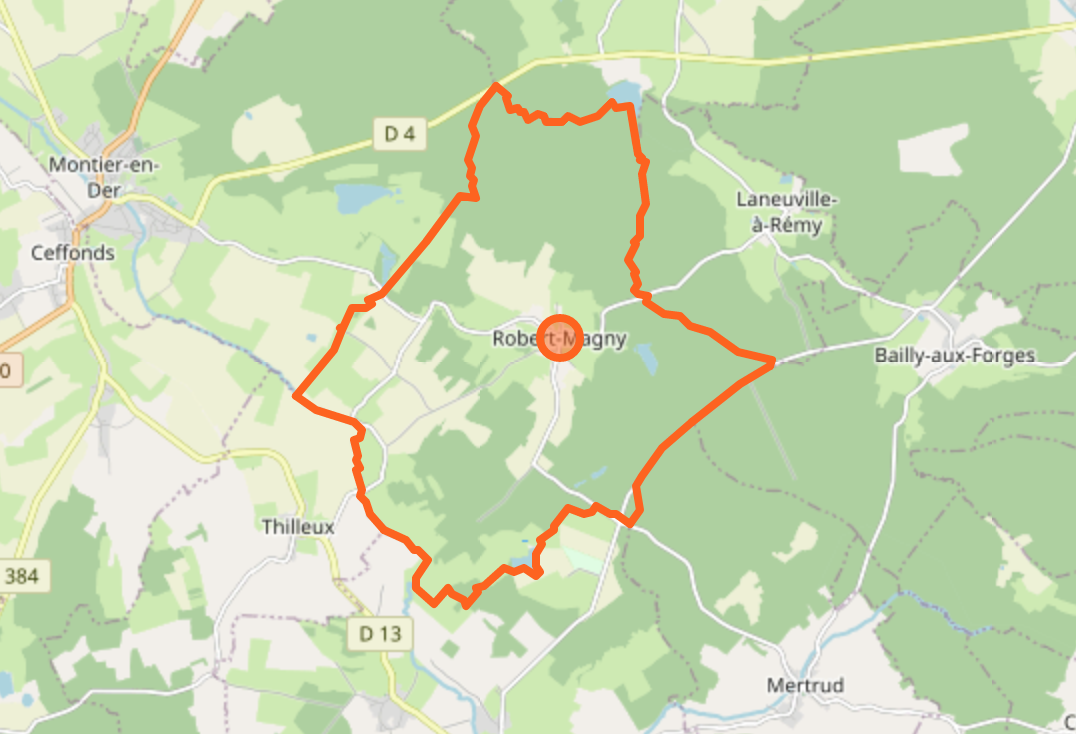
Ligging van Robert-Magny